# Todd Rhodes
Todd Washington Rhodes (* 31. August 1900 in Hopkinsville, Christian County, Kentucky; † 4. Juni 1965 in Flint, Michigan) war ein US-amerikanischer Pianist, Arrangeur und Bandleader des Swing und Rhythm and Blues.

Todd Rhodes - Bell-Boy Boogie (Oktober 1947)

## Leben und Wirken
Todd Rhodes gründete nach seinem Studium 1922 ein Orchester und betätigte sich dann in den frühen 1920er Jahren bei Benny Carter, Coleman Hawkins, Fats Waller, Rex Stewart, Doc Cheatham, Don Redman bei den McKinney’s Cotton Pickers als Pianist und Arrangeur. Rhodes lebte und arbeitete nach seinem Ausscheiden bei dieser Formation in den 1930er Jahren in Detroit, wo er in den dortigen Clubs spielte. In den späten 1940er Jahren gründete er eine eigene Formation, Todd Rhodes and His Toddlers, und spielte Rhythm-and-Blues-Arrangements für die Plattenfirmen Sensation (Bell-Boy Boogie; Oktober 1947) und King Records (Dance Music That Hits the Spot!, 1959). Mit dem Titel Blues for the Red Boy erreichte er Platz 4 der R&B-Charts. Er entdeckte die Sängerin LaVern Baker, die 1952 in seinem Orchester auftrat. Rhodes begleitete auch die Sänger Wynonie Harris, Pinocchio James und Dave Bartholomew bei Aufnahmen. 1954 endete sein Vertrag bei King; in den späten 1950er Jahren geriet er in Vergessenheit; Rhodes starb an einer nicht behandelten Diabetes.